# Полевская Гута
Полевская Гута (укр. Полівська Гута) — село на Украине, находится в Хорошевском районе Житомирской области.
Население по переписи 2001 года составляет 56 человек. Почтовый индекс — 12142. Телефонный код — 4145. Занимает площадь 4,585 км².

## Адрес местного совета
12142, Житомирская область, Хорошевский р-н, с.Берёзовка